# Иваново (област Смолян)
 За другите селища с това име вижте Иваново.  
Иваново е село в Южна България. То се намира в Община Рудозем, област Смолян.

## География
Село Иваново се намира в планински район.